# Starokatolická církev v Německu
Starokatolická církev v Německu nebo oficiálně Katolické biskupství starokatolíků v Německu je křesťanská církev hlásící se ke starokatolickému hnutí, jež vzniklo v 19. století.
První farnost vznikla v roce 1654 v Nordstrandu. Založili ji nizozemští věřící kteří pracovali na hrázi. Sídlo biskupa je město Bonn. Zde je také i starokatolická teologická fakulta na místní univerzite. Biskupská katedrála je kostel Jména Ježíš (Namen-Jesu Kirche). Tato církev má 15 556 členů(2017), více než 100 duchovních a 55 farností. Starokatolická církev v Německu uděluje jáhenské i kněžské svěcení také ženám a otevřene se staví k partnerstvím stejného pohlaví.  